# Coșereni (gmina)
Coșereni – gmina w Rumunii, w okręgu Jałomica. Obejmuje tylko jedną miejscowość Coșereni. W 2011 roku liczyła 4570 mieszkańców. 